# Metapatellina
Metapatellina es un género de foraminífero bentónico de la familia Ungulatellidae, de la superfamilia Discorboidea, del suborden Rotaliina y del orden Rotaliida. Su especie tipo es Metapatellina perculta. Su rango cronoestratigráfico abarca el Holoceno.

## Clasificación
Metapatellina incluye a la siguiente especie:
- Metapatellina perculta